# سرية زيد بن حارثة (مدين)
سرية زيد بن حارثة هي أحد سرايا الرسول، أرسل فيها الصحابي زيد بن حارثة مدين قرية نبي الله شعيب وهي تجاه تبوك.

## أحداث السرية
أرسل الرسول الصحابي زيد بن حارثة إلى مدين , فأصاب زيد سبيا، وفرقوا في بيعهم بين الأمهات والأولاد، فخرج الرسول وهم يبكون، فقال «ما لهم» , فقيل: يا رسول الله فرق بينهم أي الأمهات والأولاد، فقال رسول الله «لا تبيعوهم إلا جميعا» , وكان مع زيد في هذه السرية ضميرة مولى علي بن أبي طالب 
قال ابن هشام: وسرية زيد بن حارثة إلى مدين، ذكر ذلك عبد الله بن حسن بن حسن، عن أمه فاطمة ابنة الحسين بن علي عليهم رضوان الله، أن رسول الله ﷺ بعث زيد بن حارثة نحو مدين، ومعه ضميرة مولى علي بن أبي طالب رضوان الله عليه، وأخ له، قالت: فأصاب سبيا من أهل ميناء، وهي السواحل، وفيها جماع من الناس، فبيعوا، ففرق بينهم، فخرج رسول الله ﷺ وهم يبكون، فقال: ما لهم فقيل: يا رسول الله، فرق بينهم، فقال رسول الله ﷺ : لا تبيعوهم إلا جميعا. قال ابن هشام : أراد الأمهات والأولاد.